# Carl Vaernet
Carl Peter Værnet (Løjenkær, 28 de abril de 1893 – Buenos Aires, 25 de novembro de 1965) foi um médico e militar dinamarquês. Major da SS, durante a Segunda Guerra Mundial atuou como médico pesquisador no campo de concentração nazista de Buchenwald.
Entre seus experimentos e pesquisas, coordenou a aplicação de hormônios sintéticos em homossexuais com a intenção de criar uma cura para homens gays. A pesquisa foi autorizada por Heinrich Himmler, pois o mesmo achava que a homossexualidade enfraquecia o Terceiro Reich e obtendo uma cura para o suposto "mal", aumentaria a população alemã que, por sua vez, engrossaria as fileiras do exército no objetivo de conquistar toda a Europa.

## Biografia
Filho de um fazendeiro e comerciante de cavalos em Løjenkær, formou-se em medicina na Universidade de Copenhague e especializou-se em tratamentos hormonais e em ondas curtas, ministrando cursos em países como França, Holanda e Alemanha. Em 1933, fundou uma clínica com foco em terapia de câncer utilizando as ondas curtas.
No final da década de 1930, Værnet entrou para o Partido Nazista Dinamarquês (ou Partido Nacional Socialista dos Trabalhadores) e com a ocupação da Dinamarca pelo exército alemão em 1941 e as extensas matérias jornalísticas publicadas por periódicos colaboracionistas do Partido Socialista dos Trabalhadores, sobre suas experiências com aplicações de hormônios em animais, fez com que autoridades nazistas interessassem pelo médico e em pouco tempo, foi incorporado aos quadros de oficias da SS pelo oficial chefe Ernst-Robert Grawitz. Já no cargo de oficial médico em Buchenwald, fez aplicações de hormônios nos testículos ou introduzia, cirurgicamente, cápsulas que liberavam testosterona aos poucos (uma espécie de glândula artificial) em dezessete prisioneiros, entre junho e dezembro de 1944. Suas pesquisas revelaram-se inconclusivas e rapidamente perdeu créditos entre os nazistas, principalmente com Himmler.
Após o término da guerra, foi preso em Copenhague e alegando que tinha uma doença séria e o único tratamento seria na Suécia, ludibriou as autoridades policiais e fugiu para a América do Sul, escondendo-se em alguns países, como o Brasil. Em 1947, desembarcou em Buenos Aires, adotou o nome de Carlos Pedro Varnet e conseguiu um emprego no Ministério da Saúde da Argentina e criou uma clínica médica. Especula-se que o médico tentou vender suas pesquisas, realizadas em Buchenwald, para a DuPont.
Quando Carl Vaernet fugiu da Europa, deixou para trás ex-esposa e alguns filhos e nunca mais pode retornar ao seu país natal. Na Argentina, ampliou sua família, tendo novos filhos e escondeu o seu passado para muitos dos seus familiares. Após um grave acidente e o suicídio de sua esposa, solicitou seu retorno a Dinamarca, porém, fora-lhe negado este pedido, falecendo em 1965 sem nunca ter sido julgado pelas suas contribuições ao holocausto na Segunda Guerra.